# Luigi Pepe (politico)
Luigi Pepe (Acquarica del Capo, 1º settembre 1946) è un politico italiano.

## Biografia
Medico chirurgo, è stato presidente dell’Ordine dei medici di Lecce. Impegnato in politica con la Democrazia Cristiana, viene eletto sindaco di Surano nel 1985, rimanendo in carica ininterrottamente fino al 2004. 
Dopo lo scioglimento della DC, aderisce al Centro Cristiano Democratico con il quale nel 1994 viene eletto senatore per il Polo del Buon Governo nel collegio uninominale di Casarano. Termina il mandato a Palazzo Madama nel 1996.
Nel 1998 segue Clemente Mastella nella scissione dal CCD che dà vita prima all'UDR e poi all'UDEUR. Nel 2001 viene eletto alla Camera dei deputati dall'Ulivo nel collegio uninominale di Tricase. A Montecitorio aderisce inizialmente al gruppo della Margherita, poi nel giugno 2002 con gli altri esponenti dell'UDEUR forma una componente autonoma. Conclude il proprio mandato parlamentare nel 2006.